# Berchemia polyphylla
Berchemia polyphylla är en brakvedsväxtart som beskrevs av Nathaniel Wallich och M.A. Lawson. Berchemia polyphylla ingår i släktet Berchemia och familjen brakvedsväxter.

## Underarter
Arten delas in i följande underarter:
- B. p. leioclada
- B. p. trichophylla